# Bayerotrochus westralis
Bayerotrochus westralis (Whitehead, 1987) é uma espécie de molusco gastrópode marinho da família Pleurotomariidae, nativa da região do Indo-Pacífico.

## Descrição
Bayerotrochus westralis possui concha com até 12 centímetros, de superfície reticulada e de coloração creme com áreas em amarelo, laranja ou salmão, apresentando forma de turbante. Interior da abertura, lábio interno e área umbilical, fortemente nacarados. As espécies do gênero Bayerotrochus são geralmente mais frágeis, arredondadas e menos esculpidas em sua superfície do que os outros três gêneros viventes de Pleurotomariidae.[carece de fontes?]

## Distribuição geográfica
Esta espécie é nativa de águas profundas da região do Indo-Pacífico (região que compreende o noroeste da Austrália ao sul do Japão).